# Список прем'єр-міністрів Фінляндії

## Монархія
- 1917—1918 — Пер Евінд Свінгувуд
- 1918 — Юго Паасиківі
- 1918—1919 — Лаурі Інґман
- 1919 — Каарло Кастрен

## Фінляндська Республіка
- 1919—1920 — Юго Веннола
- 1920—1921 — Рафаель Еріх
- 1921—1922 — Юго Веннола (вдруге)
- 1922 — Аймо Каяндер
- 1922—1924 — Кюесті Калліо
- 1924 — Аймо Каяндер (удруге)
- 1924—1925 — Лаурі Інґман (вдруге)
- 1925 — Антті Туленгеймо
- 1925—1926 — Кюесті Калліо (вдруге)
- 1926—1927 — Вяйньо Таннер
- 1927—1928 — Юхо Суніла
- 1928—1929 — Оскар Маямякі
- 1929—1930 — Кюесті Калліо (втретє)
- 1930—1931 — Пер Евінд Свінгувуд (удруге)
- 1931—1932 — Юхо Суніла (вдруге)
- 1932—1936 — Тойво Ківімякі
- 1936—1937 — Кюесті Калліо (вчетверте)
- 1937 — Рудольф Голсті
- 1937—1939 — Аймо Каяндер (утретє)
- 1939—1940 — Рісто Рюті
- 1940—1941 — Рудольф Вальден
- 1941—1943 — Йоган Ранґелл
- 1943—1944 — Едвін Лінкоміес
- 1944 — Антті Гакцель
- 1944 — Урго Кастрен
- 1944—1946 — Юго Паасиківі
- 1946—1948 — Мауно Пеккала
- 1948—1950 — Карл-Август Фагергольм
- 1950—1953 — Урго Кекконен
- 1953—1954 — Сакарі Туоміоя
- 1954 — Ральф Торнгрен
- 1954—1956 — Урго Кекконен (вдруге)
- 1956—1957 — Карл-Август Фагергольм (вдруге)
- 1957 — Вієно Сукселайнен
- 1957—1958 — Райнер фон Фіяндт
- 1958 — Рейно Куускоскі
- 1958—1959 — Карл-Август Фагергольм (утретє)
- 1959—1961 — Вієно Сукселайнен (вдруге)
- 1961 — Ееміль Луукка
- 1961—1962 — Мартті Мієттунен
- 1962—1963 — Агті Карьялайнен
- 1963—1964 — Рейно Легто
- 1964—1966 — Йоганнес Віролайнен
- 1966—1968 — Рафаель Паасіо
- 1968—1970 — Мауно Койвісто
- 1970 — Теуво Аура
- 1970—1971 — Агті Карьялайнен (удруге)
- 1971—1972 — Теуво Аура (вдруге)
- 1972 — Рафаель Паасіо (вдруге)
- 1972—1975 — Калеві Сорса
- 1975 — Кейо Лійнамаа
- 1975—1977 — Мартті Мієттунен (вдруге)
- 1977—1979 — Калеві Сорса (вдруге)
- 1979—1982 — Мауно Койвісто (вдруге)
- 1982—1987 — Калеві Сорса (втретє)
- 1987—1991 — Гаррі Голкері
- 1991—1995 — Еско Аго
- 1995—2003 — Пааво Ліппонен
- 2003 — Аннелі Яаттеенмякі
- 2003—2010 — Матті Ванганен
- 2010—2011 — Марі Ківініемі
- 2011—2014 — Юркі Катайнен
- 2014—2015 — Олександр Стубб
- 2015 — 2019 — Юха Сіпіля
- 2019 — Антті Рінне
- 2019 — 2023 — Санна Марін
- з 2023 — Петтері Орпо